# Tavros
Tavros este un oraș în Grecia în prefectura Atena.